# 바르피 알리쿨로프

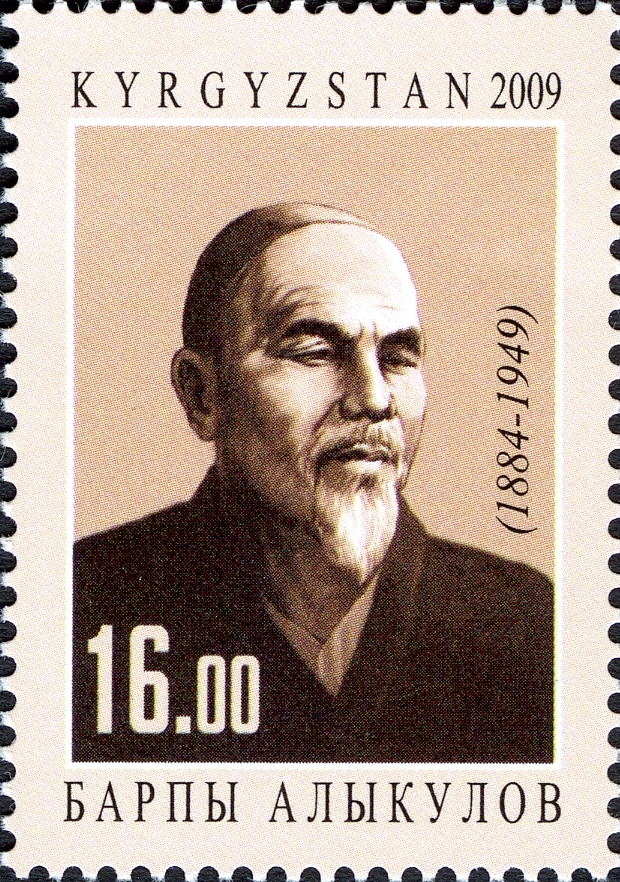
바르피 알리쿨로프

바르피 알리쿨로프(키르기스어: Барпы Алыкулов, 1884년 11월 9일 잘랄아바트주 수자크구 ~ 1949년 11월 9일 비슈케크)는 키르기스스탄의 시인이다.

## 생애
빈자의 아들로 태어나서 어린 시절부터 바이(지주)와 함께 일했다. 16세 시절부터 가수, 시인, 즉흥 연주자로 널리 알려졌고 19세기 말부터 20세기 초반까지 전성기를 맞았다. 혁명 이전에는 곤경에 처한 키르기스인의 상황을 소재로 한 시와 노래를 발표했으며 나중에 사회주의 건설을 주제로 한 시와 노래를 발표했다.
1943년에는 알리쿨로프의 노래가 녹음되기 시작했으며 대부분의 작품이 러시아어로 번역되었다. 시적 형식의 완성을 기반으로 했으며 키르기스인들이 이해하기 어려운 코칸트 칸국의 지배에 관한 시, 사회의 부조리를 고발하고 풍자하는 내용에 관한 시, 민간 서사시를 발표했다.